# Melanitis zitenius
Melanitis zitenius is een vlinder uit de onderfamilie Satyrinae van de familie Nymphalidae. De wetenschappelijke naam van de soort is voor het eerst geldig gepubliceerd in 1796 door Johann Friedrich Wilhelm Herbst.